# Gerald Phiri
Gerald Phiri (ur. 6 października 1988 w Mufulirze) – zambijski lekkoatleta specjalizujący się w biegach sprinterskich, olimpijczyk.
W 2009 startował na mistrzostwach świata w Berlinie, na których dotarł do półfinału biegu na 100 metrów. Na eliminacjach zakończył swój start na mistrzostwach świata w Daegu w 2011. W 2012 dotarł do półfinału biegu na 60 metrów podczas halowych mistrzostw globu w Stambule. W tym samym roku reprezentował Zambię na igrzyskach olimpijskich w Londynie, na których dotarł do półfinału biegu na 100 metrów. Piąty zawodnik halowych mistrzostw świata w Sopocie (2014).
Wielokrotny rekordzista Zambii.

## Osiągnięcia
| Rok  | Impreza                   | Miejsce        | Konkurencja        | Lokata     | Wynik |
| ---- | ------------------------- | -------------- | ------------------ | ---------- | ----- |
| 2009 | Mistrzostwa świata        | Berlin         | bieg na 100 metrów | półfinał   | 10,19 |
| 2011 | Mistrzostwa świata        | Daegu          | bieg na 100 metrów | eliminacje | 10,60 |
| 2012 | Halowe mistrzostwa świata | Stambuł        | bieg na 60 metrów  | półfinał   | DNS   |
| 2012 | Igrzyska olimpijskie      | Londyn         | bieg na 100 metrów | półfinał   | 10,11 |
| 2014 | Halowe mistrzostwa świata | Sopot          | bieg na 60 metrów  | 5. miejsce | 6,52  |
| 2016 | Igrzyska olimpijskie      | Rio de Janeiro | bieg na 100 metrów | eliminacje | 10,27 |

## Rekordy życiowe
- Bieg na 60 metrów (hala) – 6,52 (2014) rekord Zambii.
- Bieg na 100 metrów – 10,03 (2014) były rekord Zambii / 10,00w (2013).
- Bieg na 200 metrów – 20,29 (2008) były rekord Zambii.
- Bieg na 200 metrów (hala) – 20,80 (2011) rekord Zambii.